# La Voce del Popolo
La Voce del Popolo (italijansko Glas ljudstva) je časopis v italijanščini, ki izhaja na hrvaški Reki.